# 陸王 (オートバイ)

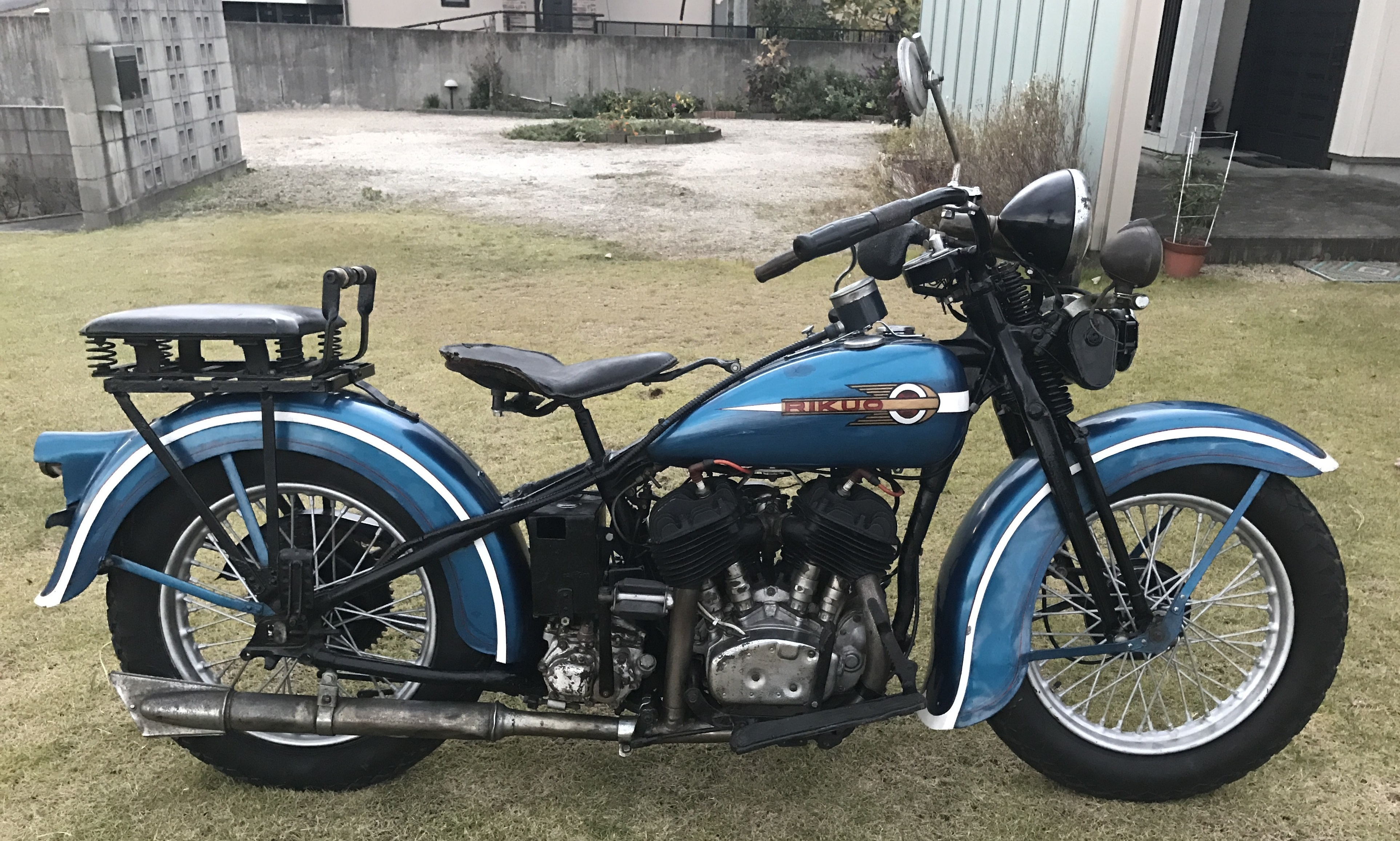
陸王VFD1200（1950年）

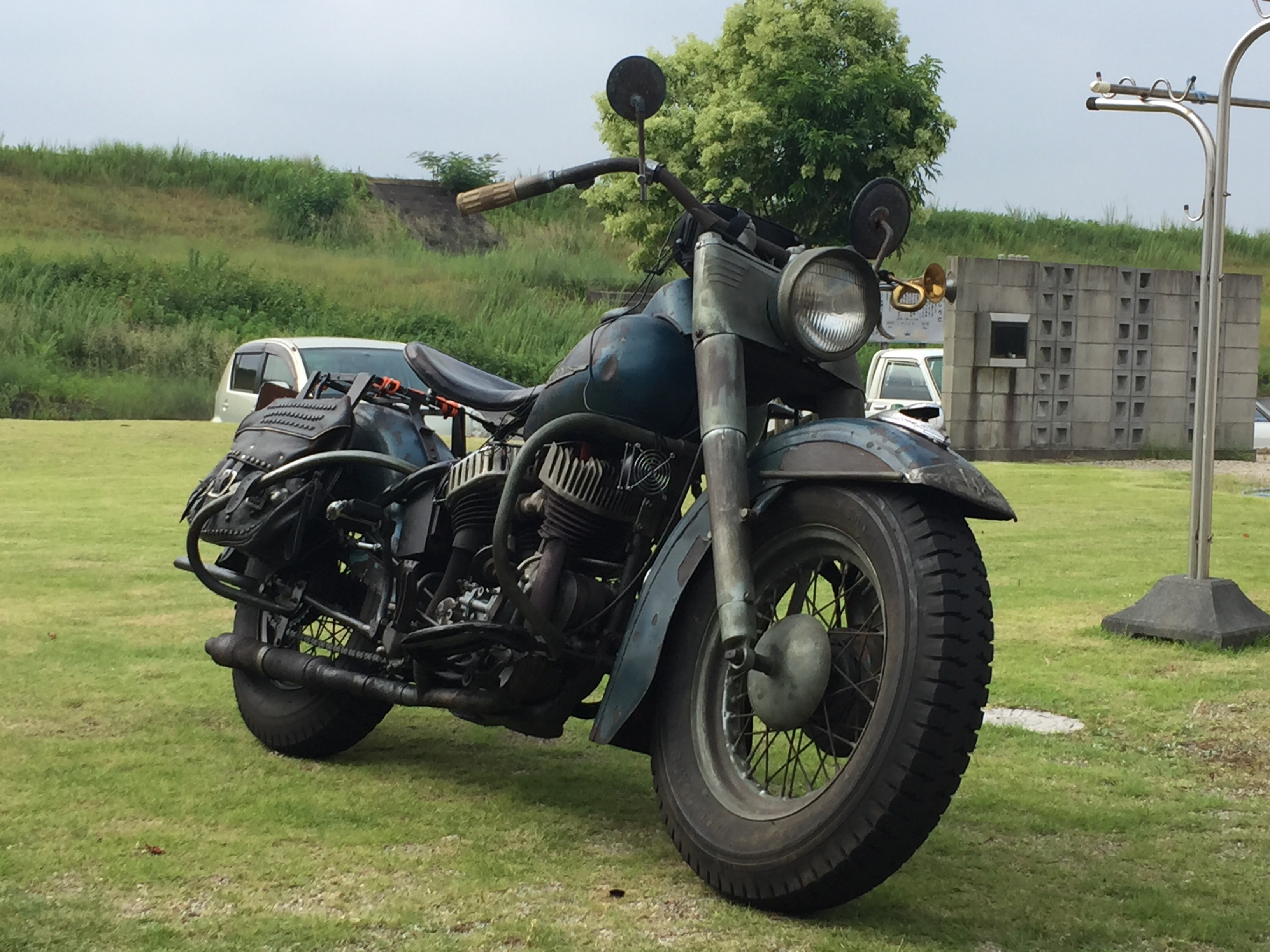
陸王RQ750（1953年）

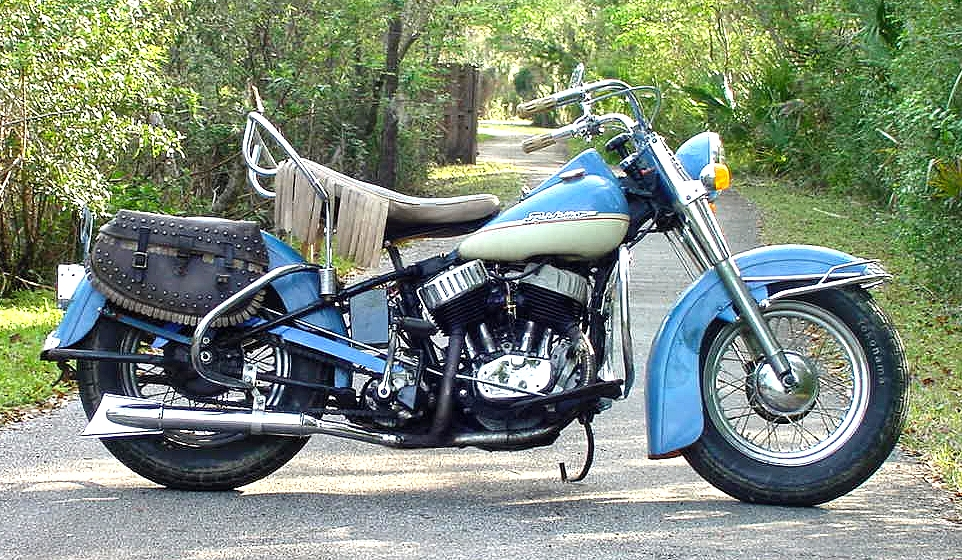
陸王RQ750（1957年）

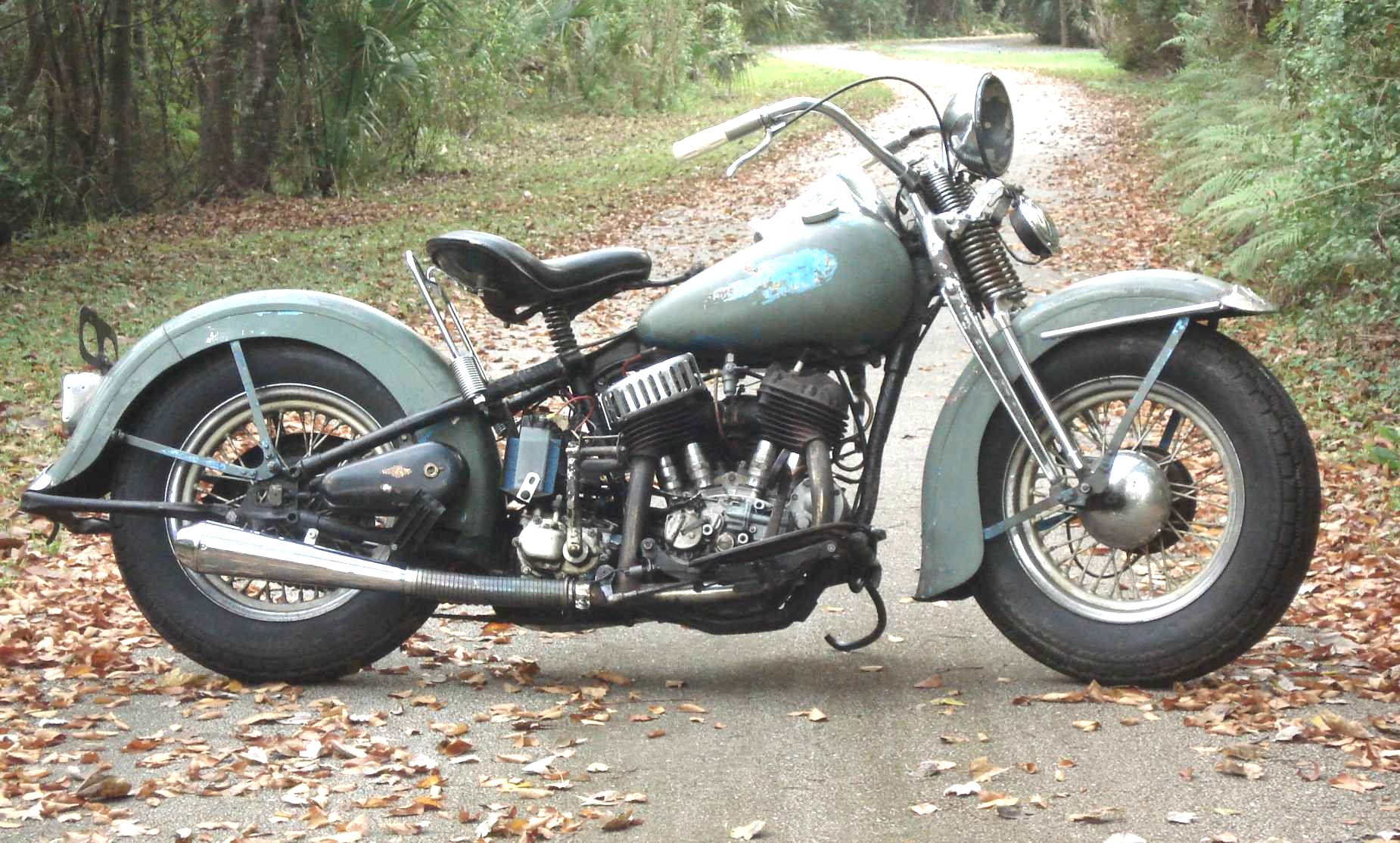
陸王VLE1200（1959年）

陸王（りくおう）とは、1930年代から1950年代にかけて日本で製造・販売されていたオートバイのブランドである。
生産された車両は主としてアメリカのハーレーダビッドソンを源流としていた。

## 歴史とその背景
実用車としてのオートバイは大正時代から日本に輸入され、特に大型で強力なアメリカ製二輪車のハーレーダビッドソンやインディアンなどは、しばしば側車(サイドカー)付きで官公庁・民間に用いられるようになっていた。大日本帝国陸軍もこの例に漏れず、偵察・連絡などの用途で機動力のあるオートバイの活用に着目するようになった。
昭和期に入ると、日本でのオートバイやオート三輪の国産化の動きが高まり、日本政府や軍も国産製品の導入を推進した。一方で国内産業保護政策として、輸入されるオートバイには多額の関税が掛けられるようになったため、輸入車の国内販売価格は高騰してしまった。
輸入会社日本ハーレーダビッドソンによる日本でのライセンス生産の要請、米ハーレーダビッドソン社の承認
1933年（昭和8年）当時、ハーレーダビッドソンの輸入を行っていたのは、製薬会社の三共（現第一三共）の多角経営策で設立された傘下企業の「日本ハーレーダビッドソンモーターサイクル」だった。同社は関税対策と当時の国策への協調の見地から、ハーレーダビッドソンの日本での現地生産を、アメリカのハーレーダビッドソン本社へ申し出た。
ハーレー本社にとってはこのオファーには旨味は少なかったが、当時のハーレー本社は世界大恐慌の煽りを受けて業績が悪化しており、新モデルへの設備更新時期でもあったことから日本法人の要請について了承することとなった。生産した車両を日本国外へ輸出しない事を条件に、サイドバルブエンジン車両の生産に関するライセンスやツール全てが日本側へ供与された。従って、この三共製ハーレーは、巷間言われるようなハーレーダビッドソンの模倣もしくは無許可コピーではなく、正式なライセンスを得て生産されたものである。

### 国内生産開始
こうして日本ハーレー社の手で国内生産が行なわれることになり、1934年（昭和9年）以降1934年型のハーレーダビッドソンモデルVL（1,200 cc）を本格生産開始、その後1935年型のモデルR（750 cc）も国産化して以後の主要車種となった。
日本ハーレーは1935年（昭和10年）には社名を「三共内燃機」に変更、日本製品としてのイメージを高める意図の公募により「陸王」という日本名が付けられた。この時に公募名を選ぶ立場にあった三共内燃機の経営者の中に慶應義塾大学出身の者がおり、慶應義塾大学の応援歌『若き血』の一節「陸の王者、慶應」の歌詞が気に入っていたので応募の中にあった陸王の名を選んだ、との説がある。社名は翌1936年（昭和11年）に三共内燃機からブランドに合わせた陸王内燃機に変更され、年間数千台のペースで生産を行なっていった。オートバイ、サイドカーのみならず、オート三輪も手がけている。

### 戦時下での生産
技術的には旧型ハーレーの国産化モデルであり、やや時流遅れであったが、アメリカ製大型二輪車の主流レイアウトであるV型2気筒・チェーン式一次減速機構を引き継いでいたため、アメリカ車慣れした日本の保守的ユーザーには好まれた。日本陸軍はその最たるもので、軍用に開発されたサイドカー付き二輪車「九七式側車付自動二輪車」も多くの面で陸王がベースとされた。
しかし実際の陸王は、工作機械一切をアメリカ本国から導入していたにもかかわらず、アメリカ本国製のハーレーを凌駕するものではなく、品質面では若干劣った。これは1937年（昭和12年）以降戦時体制（日中戦争）下にあり、良好な資材の入手が困難になりつつあった日本での厳しい制約ゆえである。軍用生産された「九七式」も、陸王製のモデルよりオート三輪「くろがね」のメーカーの日本内燃機が生産した同型車の方が高品質だった。陸王内燃機は「くろがね」と異なり、技術面で市場をリードするほどに卓越した企業ではなかった。
1941年（昭和16年）7月の仏印進駐を巡って日米間の関係が悪化し、同年12月に日米間で開戦したものの、生産は継続された。1945年（昭和20年）の終戦直前に生産が一旦停止されたものの、終戦直後から再び生産を復活させている。

### 消滅
生産は継続されたものの、終戦後の混乱期にあった日本で大排気量の大型バイクを生産しても、販路は薄かった。結局、1949年（昭和24年）に陸王内燃機は倒産し、元航空機メーカー・昭和飛行機の資本傘下で別会社の陸王モーターサイクルが事業を継承した。さらに1950年代に入ってからの日本では、戦後型イギリス車やドイツ車の新たな技術トレンドを取り入れた、より軽快な小型・中型オートバイが多数の老舗・新興メーカーで生産されるようになり、戦前型ハーレーからさしたる進歩の無かった陸王は、市場の潮流から外れた鈍重な大型車としてますます販路を狭めていった。
このため陸王も1952年（昭和27年）以降はハーレー系でない中型・小型車の生産をも開始、販路の拡大を目指したが、大小の有名無名メーカーがひしめき合う群雄割拠の戦国時代にあった1950年代の日本のモーターサイクル業界では、経営体質脆弱かつ開発力不十分な陸王の生き残りは困難だった。労使紛争などもあって経営は行き詰まり、1959年（昭和34年）を最後に陸王の生産は打ち切られ、陸王モーターサイクルも翌年倒産した。

## 年表
- 1912年（大正元年） - 日本陸軍が初めてハーレーダビッドソンを輸入する。
- 1917年（大正6年） - 大倉商事が輸入販売を開始する。
- 1918年（大正7年） - 軍用としてサイドカー仕様が納入される。
- 1931年（昭和6年） - 三共が販売ライセンスを譲り受け、日本ハーレーダビッドソンモーターサイクル（株）を設立。輸入販売を開始する。
- 1933年（昭和8年） - 日本ハーレーダビッドソンモーターサイクル（株）が製造ラインを含めて生産ライセンスを取得して、国内での生産を開始する。
- 1935年（昭和10年） - 日本ハーレーダビッドソンモーターサイクル（株）から三共内燃機（株）に社名を変更する。
- 1936年（昭和11年） - 側車輪駆動二輪車仕様の陸王号が「九七式側車付自動二輪車」として日本陸軍に採用される。公募により名前が「陸王」に決定する、三共内燃機（株）から陸王内燃機（株）に社名を変更する。
- 1949年（昭和24年） - 陸王内燃機（株）が業績不振のため倒産。生産停止になる。
- 1950年（昭和25年） - 昭和飛行機が事業を引き継ぎ、陸王モーターサイクル（株）を設立。生産を再開する。
- 1959年（昭和34年） - 生産が中止される。
- 1960年（昭和35年） - 陸王モーターサイクル（株）が倒産。

## 陸王オートバイの特徴

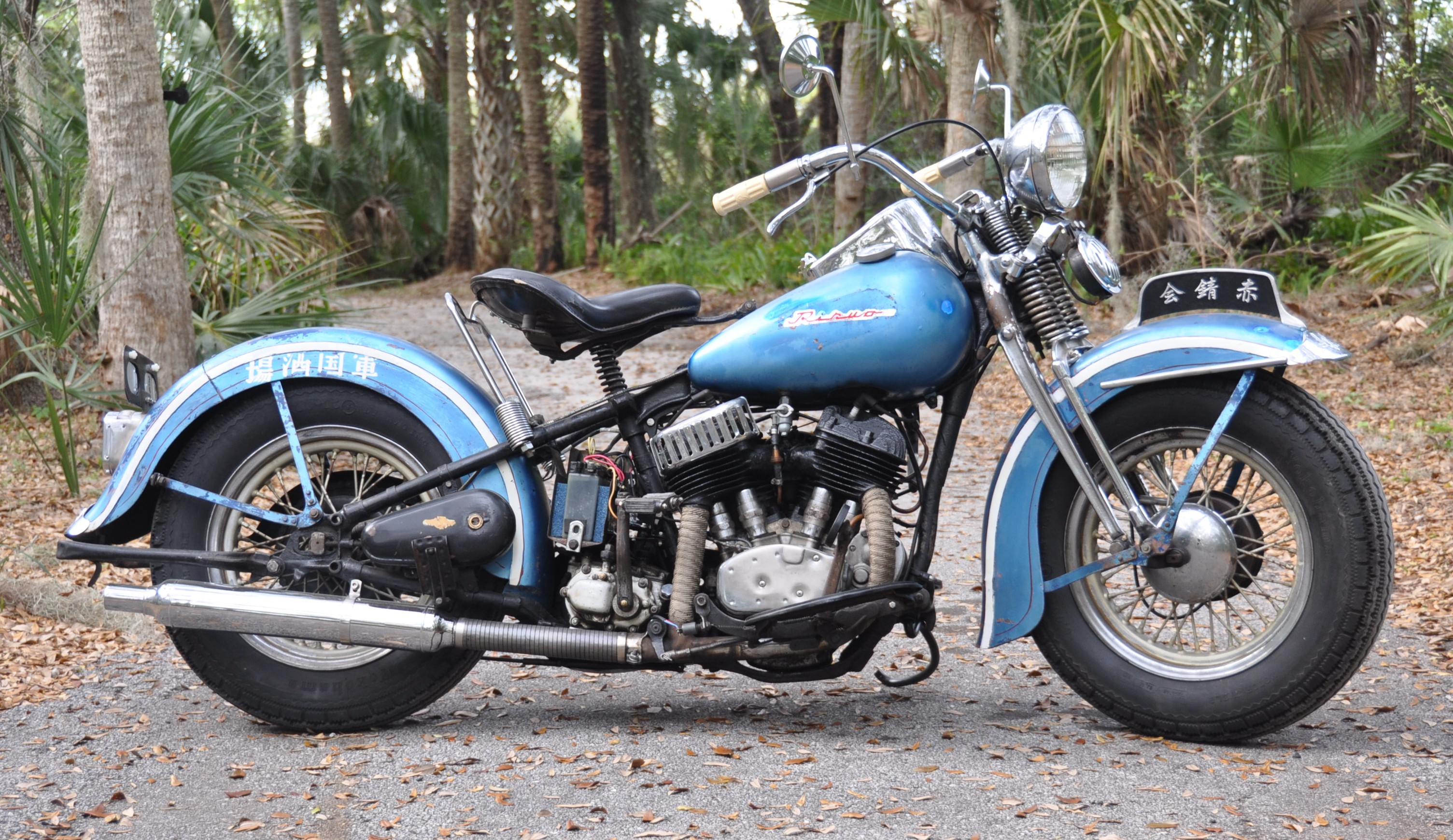

当初生産されたオートバイはサイドバルブV型2気筒1,208 ccのエンジンを搭載した車両であり、これは当時のハーレーダビッドソン・モデルVLという車両を国内で生産したものである。戦前の陸王は軍需に依存していたため、生産の中心は軍用サイドカーだった。日本人の体格に合わせ、陸王としては小型の750 ccモデルも生産し、戦後一時期は白バイなどにも採用された。しかし、1,200 ccではフロントのスプリンガー式ボトムリンクサスペンションや後輪固定式シャーシなどを遅くまで使用するなど、シャーシ設計の旧弊さは後年まで陸王の弱点となった。
また、ハンドシフト、手動進角、手動オイルポンプ（実質、オイルを使い捨てる潤滑を恒常化させた古典設計）などといった、戦前のハーレー特有の特殊な操作体系も末期のRT2が登場するまで変わらず、説明書の操縦法を熟知し手慣れた者でなければ「壊さないように（更に単車では横転事故を起こさないように）乗りこなす事自体が難しい」といった点も、イギリス車やドイツ車の流れを汲む後発メーカーの（現在のオートバイとほぼ同じ）単純な操作体系の車種に圧される要因となってしまった。
なお陸王が生産されていた時からエンジンのOHVレイアウトは実用化されていた。1936年（昭和11年）にOHVレイアウトの傑作エンジン「ナックルヘッド」を市販化したハーレー本社からもOHVエンジンでの生産を勧められたが、サイドバルブエンジンが既に軍用車両で使われ実績があったことから、あえてOHVを使用しなかった。しかしそれはエンジンの高性能化を妨げる要因となり、太平洋戦争後は後発メーカーによる高性能で軽量な小排気量車両に押されるようになっていった。
こうした事態を打開すべく、1952年（昭和27年）にはBMWの単気筒バイクを参考に開発したOHV単気筒エンジン搭載のフットシフト中型車・A型（グローリー）を登場させ、その後250 ccのF型なども市場投入し、AB、AC及びFB、FC型へと発展させているが、品質に拘りすぎた事が祟り、他社との価格競争に敗退。最後まで「陸王＝ハーレー」のイメージが抜けなかった事もあってか、大型車両中心の経営体質の改善に繋がる程の売り上げを達成する事は出来なかった。
750 cc陸王も、エンジンをOHVに改良した試作品の製作までは行ったものの、生産までには至らず倒産してしまった。

## シリーズ車種（戦後生産型のみ）
- 陸王VFD1200/VFE1200（1937年（昭和12年） - 1950年（昭和25年））
  - 陸王シリーズで最初に量産されたモデル。サイドバルブ1,200 cc、28馬力。手動進角、手動油圧ポンプ。前進3段ハンドシフト、フットクラッチ。大排気量を生かしサイドカーのベースにもなったモデルだが、最後まで油圧フォークは採用されなかった。
- 陸王VFD/VFE-LTS（1937年（昭和12年） - 1959年（昭和34年）） 

250cc F型の広告 1955年

  - 陸王1200のサイドカーモデル。後退1段付き。
- 陸王R型750（1937年（昭和12年） - 1949年（昭和24年）） 
  - 陸王の750 ccモデル。サイドバルブ750 cc、15馬力。手動進角、手動油圧ポンプ。前進3段ハンドシフト、フットクラッチ。
- 陸王RO型750（1951年（昭和26年） - 1952年（昭和27年））
  - 陸王内燃機から事業を引き継いだ陸王モーターサイクルが生産を再開した時のモデル。サイドバルブ750 cc、15馬力。手動進角、手動油圧ポンプ。前進3段ハンドシフト、フットクラッチ。RQ型との外観の違いはハンドル、Fフォーク、テールランプ、シリンダーヘッド程度で、新設計のRQ型への移行期に残っていたR型の部品を使って生産されたモデル。極初期モデルのクランクケース等には陸王内燃機の刻印がされた部品が使用されていた。1952年（昭和27年）後半には鋳鉄ヘッドからアルミヘッドへ変更し、22馬力に。
- 陸王RQ型750（1953年（昭和28年） - 1955年（昭和30年）） 
  - ROの改良型。陸王の代表的なモデルで、現存数も比較的多い。サイドバルブ750 cc、22馬力。手動進角、手動油圧ポンプ。前進3段ハンドシフト、フットクラッチ。1955年（昭和30年）後半から油圧フォークを小改良。
- 陸王RT型750（1956年（昭和31年） - 1957年（昭和32年））
  - 陸王初のフットシフトモデル。RQ、RT-2と比べると現存数は少ないモデル。サイドバルブ750 cc、22馬力。手動進角、手動油圧ポンプ。前進3段フットシフト、ハンドクラッチ。
- 陸王RT-2型（1957年（昭和32年）-1960年（昭和35年））
  - RT750を大幅に改良したモデルで、外装もRT/RQ型から大きく変更され、自動進角となり、潤滑方式はウェットサンプからドライサンプへと改良されている。陸王モーターサイクル晩年はハーレー系よりもグローリー系の生産数の方が多かった為、RQに比して現存数はそれほど多くない。サイドバルブ750 cc、22馬力。前進4段ロータリー式フットシフト、ハンドクラッチ。1959年式は25馬力になった。
- 陸王A,AB,AC型350（グローリー350）（1947年（昭和22年） - 1959年（昭和34年））
  - OHV350 cc単気筒、16馬力、前進4段フットシフト、シャフトドライブを採用。フロントに油圧式フォーク、リアにピボットフォーク式のサスペンションを採用していた[1]。
- 陸王F,FB,FC型250（- 1959年（昭和34年）） 
  - OHV250cc単気筒、11馬力、前進3段フットシフト。グローリーの小排気量モデル。
- 陸王RX型750（試作型）
  - 1959年（昭和34年）頃開発されていた陸王最後のモデル。陸王初の試みであるOHV化された750 ccエンジンとスイングアーム方式のリアサスペンションを採用していたが、陸王モーターサイクル倒産により量産販売には至らなかった。現存数は1台のみ。